# Bunyu
Bunyu est une île indonésienne dans la province de Kalimantan oriental. Elle est située dans la partie occidentale de la mer de Célèbes, au large de la côte nord-est de Bornéo, face au delta de la Sesayap, entre les îles de Tarakan et Mandul.
Administrativement, l'île fait partie du kecamatan de Bunyu dans le kabupaten de Bulungan.

## Économie
Bunyu produit du pétrole, du gaz naturel et du charbon. Le groupe indonésien MedcoEnergi y possède une usine de méthanol.
La ville possède un aéroport permettant de rejoindre l'aéroport international Juwata.